# モノリシック・メモリーズ

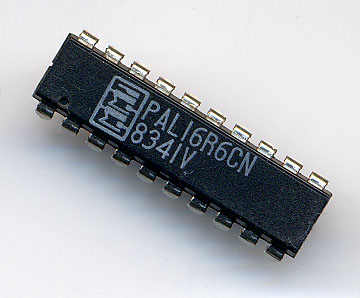
MMI社製 PAL 16R6 in 20ピンDIP。初期の「printed-circuit」ロゴが見られる。後に、簡素なデザインのロゴに変更された。

モノリシック・メモリーズ社（Monolithic Memories, Inc. (MMI)）はバイポーラ PROM、プログラマブルロジックデバイス、論理回路IC（7400シリーズTTLを含む）を製造していた米国の企業である。
MMIのエンジニアチームは、ゼエブ・ドローリの指揮の下、John BirknerとH. T. Chuaが中心となり、PAL（Programmable Array Logic、プログラマブル・アレイ・ロジック）と呼ばれる半導体製品を発明した。

## 沿革
1969年にフェアチャイルドセミコンダクターのエンジニアだったゼエブ・ドローリによって設立された。ゼエブ・ドローリは後にテスラの社長・CEOになる。1987年、アーウィン・フェダーマン社長の時代に、4億2200万ドルの株式交換で、アドバンスト・マイクロ・デバイセズ（AMD）と合併し、世界最大の集積回路メーカーとなった。 AMDはその後プログラマブルロジック部門をVantisとして独立させ 、ラティスセミコンダクターに買収された。